# Gyros

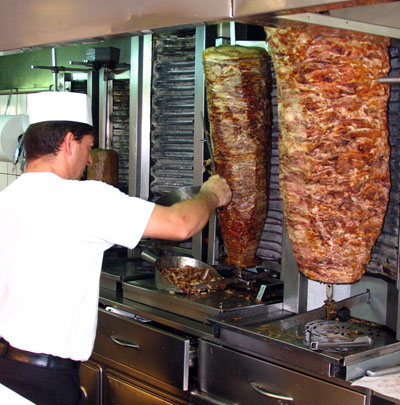
Typické opékání masa na gyros

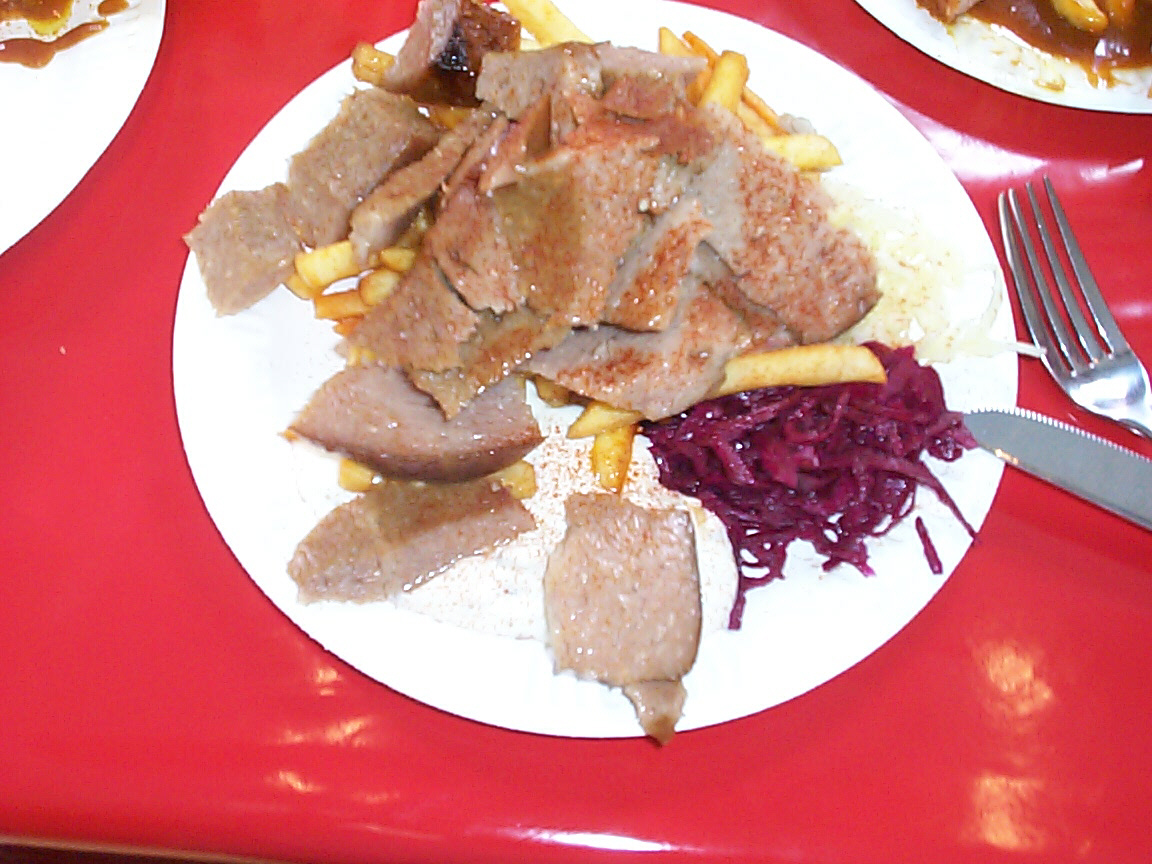
Plátky gyrosu s hranolky

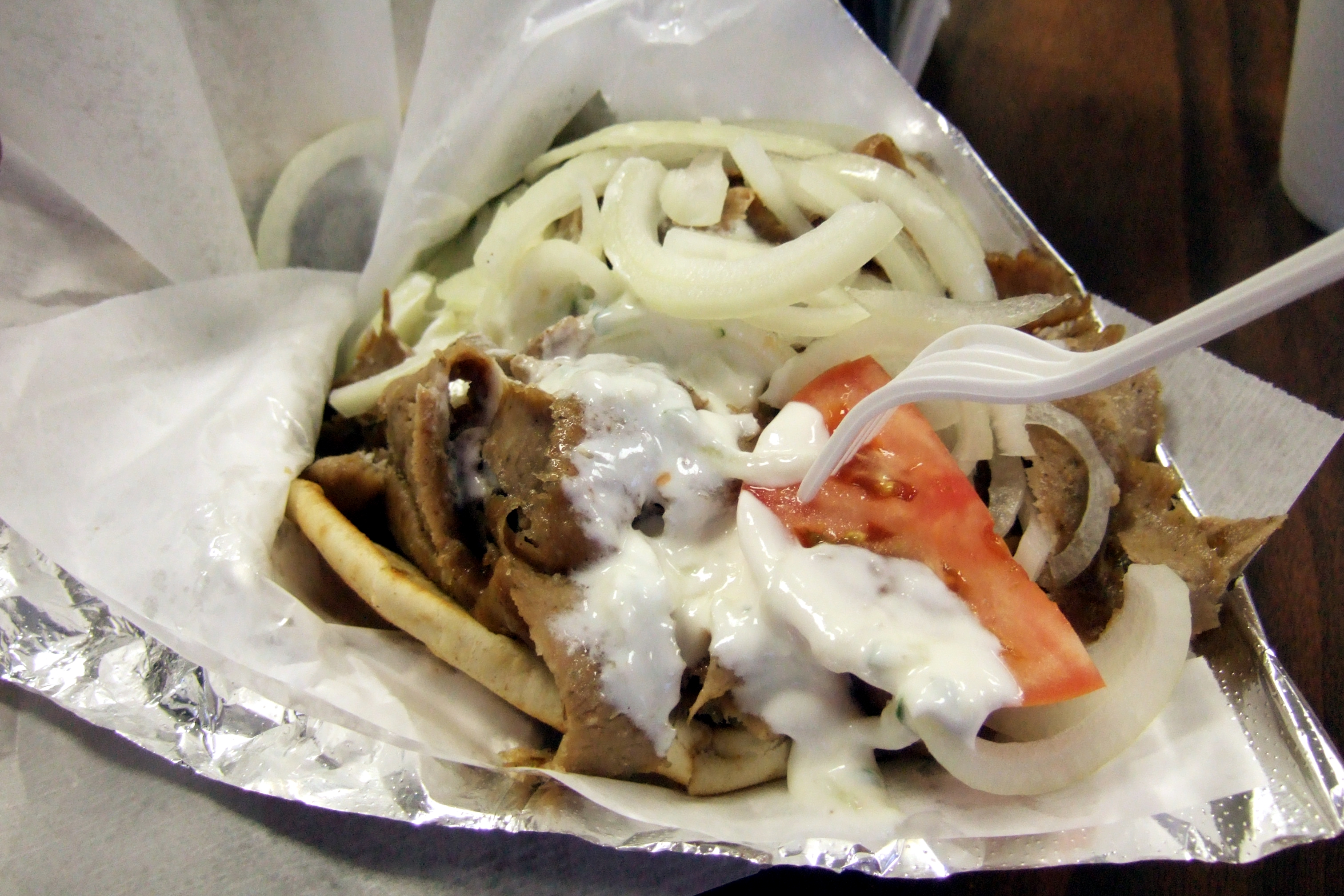
Gyros v pitovém chlebu

Gyros (řecky γύρος znamenající „točit“, také pita gyros) je rychlý, oblíbený a levný masný pokrm z řecké kuchyně.

## Typická příprava
Připravuje se z různých druhů masa, především skopového nebo vepřové kýty, grilovaných na velkém svislém rožni s tepelnými zářiči na elektřinu nebo plyn, otáčeným zpravidla elektricky. Hmotnost násady masa bývá kolem 100 kg (70 – 150). Po dosažení spotřebního propečení v potřebné hloubce se postupně odkrajuje dlouhým nožem jako několikacentimetrové plátky nebo nudličky.
Podává se především ve dvou verzích – jako rychlé občerstvení resp. s sebou („gia ekso“) anebo na talíři, tj. („sto trapezi“ – na stůl):
- pro rychlou spotřebu se zpravidla balí spolu se zeleninou např. hranolky s omáčkou, nejčastěji tzatziki, do chlebové placky pita a do papíru s ubrouskem.
- při podávání na talíř, např. v restauracích, se pita opéká více, často na grilu. Porce také bývá minimálně dvojnásobná a také alespoň trojnásobně dražší.

## Podobné pokrmy
Gyros je příbuzný tureckému döner kebabu (znamenající „točící rožeň“) a arabské šauarmě, podobný je také mexickému tacos al pastor.